# Perdita dispar
Perdita dispar är en biart som beskrevs av Timberlake 1964. Perdita dispar ingår i släktet Perdita och familjen grävbin. Inga underarter finns listade i Catalogue of Life.